# República Popular Bielorrussa
A República Popular da Bielorrússia (em bielorrusso:  Белару́ская Наро́дная Рэспу́бліка (БНР), transl. Belaruskaya Narodnaya Respublika (BNR)); AFI: [bʲeɫaˈruskaja naˈrodnaja rɛsˈpublʲika]) conhecida historicamente como República Democrática da Rutênia Branca (em alemão:  Weißruthenische Volksrepublik, em francês:  République Démocratique de la Ruthénie Blanche) foi um Estado proclamado pelo Conselho da República Democrática da Bielorrússia em sua Segunda Carta Constituinte em 9 de março de 1918 durante a Primeira Guerra Mundial. Também conhecida como República Democrática Bielorrussa ou República Nacional Bielorrussa, para se distinguir das repúblicas populares comunistas do período, a BNR foi reconhecida por diversos países, porém deixou de existir depois que a Bielorrússia passou para o controle da União Soviética, com a fundação da República Socialista Soviética Bielorrussa em 1919, embora as autoridades da BNR tenham posteriormente formado um governo no exílio.

## História
Com a Revolução Russa de Fevereiro foi criada a República Russa. Os movimentos separatistas pela independência de províncias começaram. Houve discussões sobre a Bielorrússia ganhar independência ou autonomia na Rússia. Após a Revolução Russa de Outubro os alemães tentam a paz com os Bolcheviques mas falham. Representantes da maioria das regiões da Bielorrússia, e de diferentes potências políticas (maioria de Esquerda) formaram o Conselho Nacional da Bielorrússia no final 1917. Tanto os Bolcheviques quantos os alemães se recusaram a reconhecer o conselho e interferiram na sua atividade. Apesar os alemães viram uma Bielorrússia independente como parte de seu plano de implantar Estados-tampões pela Mitteleuropa (Europa-Central). Paralelamente com negociações realizadas entre o Governo alemão e os Bolcheviques, o Conselho Bielorrusso começou a exigir um status autônomo da Bielorrússia, começando novamente as discussões sobre se deveria tornar uma Autonomia dentro da Rússia, ou declarar independência.

### Proclamação da República Nacional

Selo do governo até 15 de maio

Em sua primeira Carta Constituinte, aprovada em 1 de março de 1918, o Conselho Bielorrusso declarou-se o único poder legítimo dentro da Bielorrússia. Em 3 de março de 1918, as Potências Centrais e os Bolcheviques assinam o Tratado de Brest-Litovsk, onde a Alemanha, a Austro-Hungria e a Turquia-Otomana iriam ocupar a Polônia, Bielorrússia, os Estados Bálticos, Ucrânia, Romênia, Geórgia e Armênia. Em 9 de março de 1918, o Conselho Bielorrusso emite sua segunda carta constituinte que que declara a independência da República Nacional da Bielorrússia.

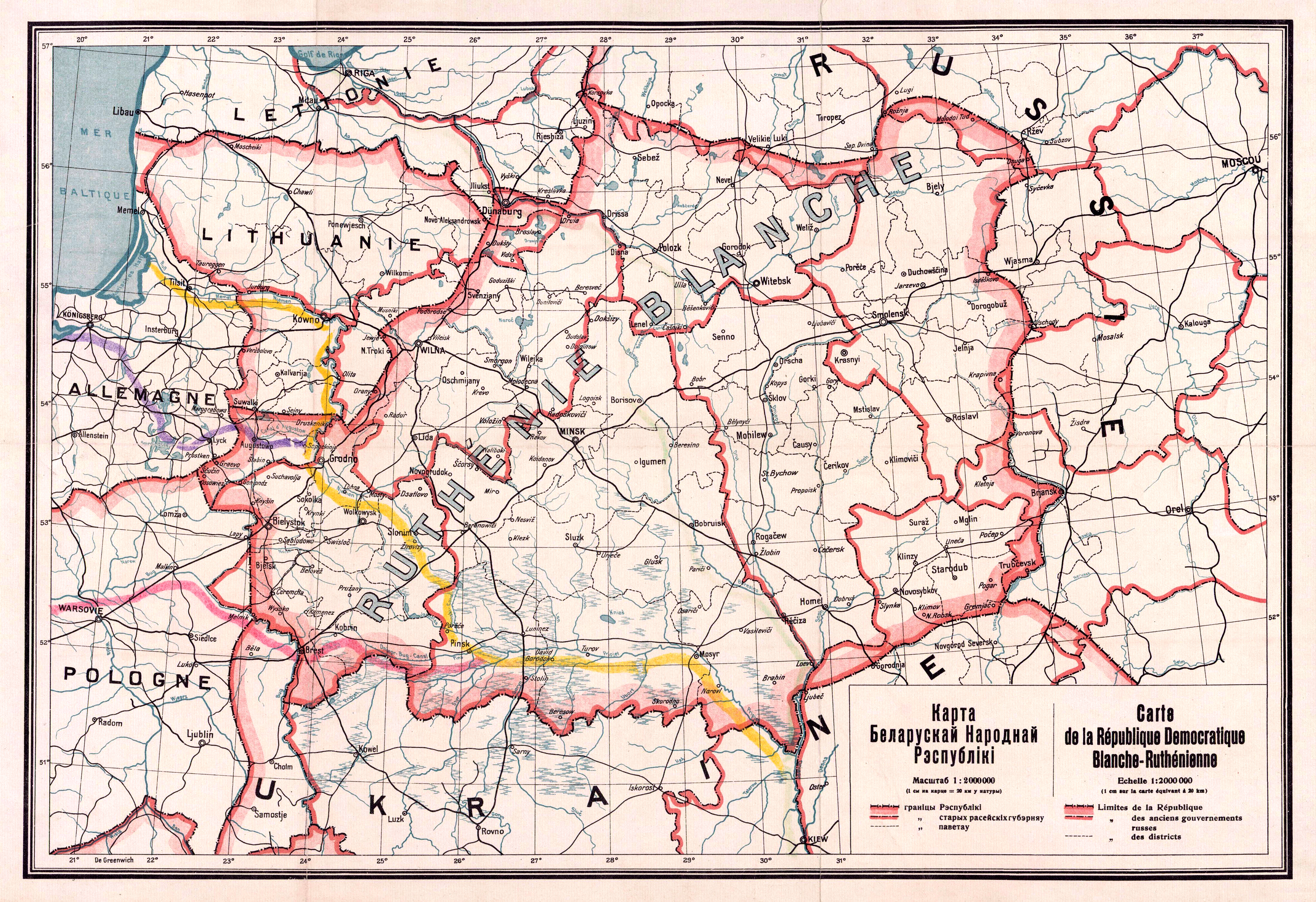
Mapa de 1918 da "República Democrática Rutena Branca" (em francês);

Em 25 de março, a BNR, foi oficialmente declarada.
Durante sua curta existência, o governo construiu 350 escolas e estreitou laços com a República Nacional da Ucrânia, e a RNU forneceu alimentos à Bielorrússia, evitando a fome no país. Em 11 de outubro é aprovada a constituição da BNR. Em 11 de novembro, com a rendição da Alemanha, a URSS desrespeita o tratado de Brest-Litovsk, e em 01º de janeiro começa a invasão soviética. Em 5 de março a BNR é extinta.

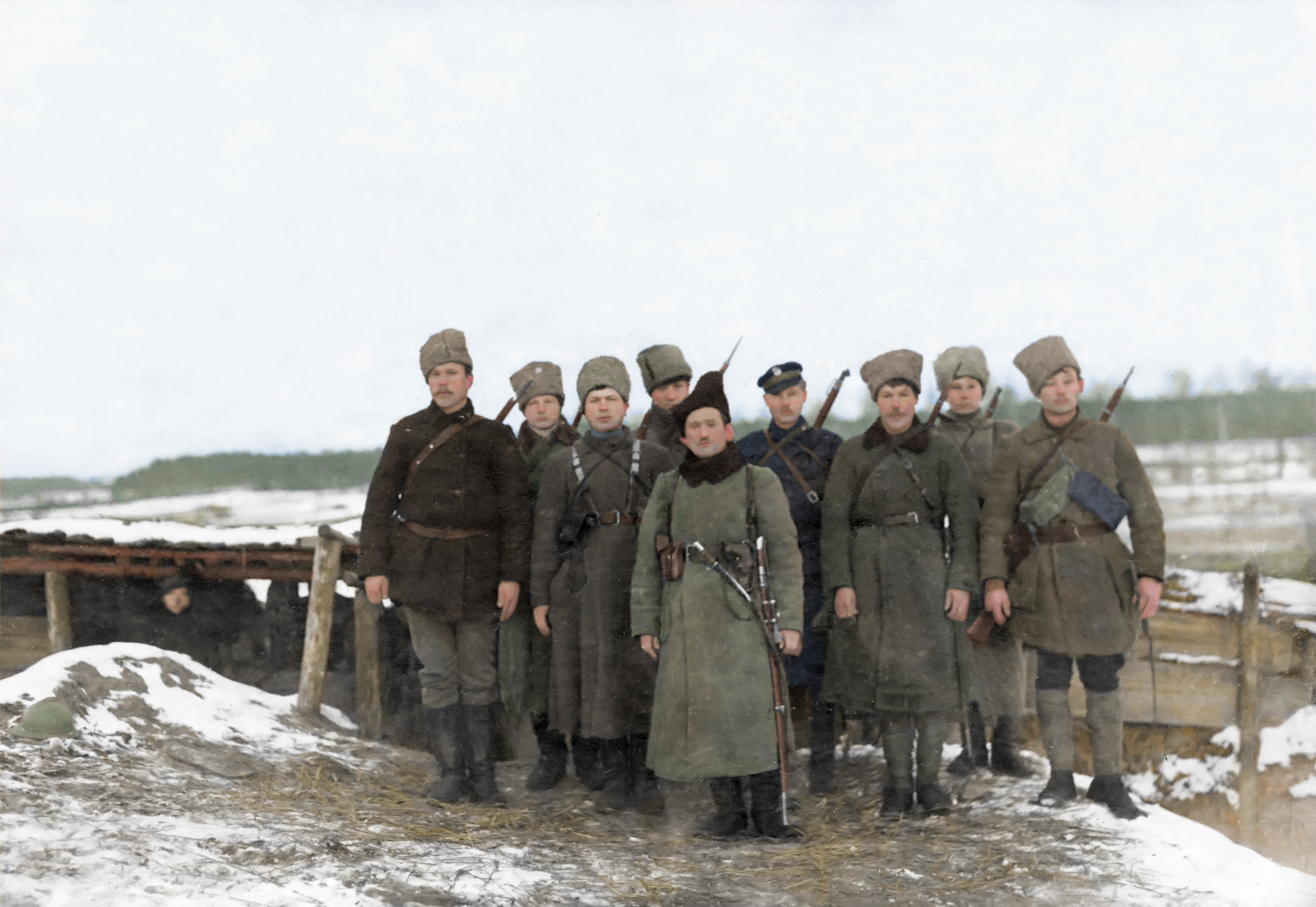
Insurgentes de Slutsk

Em novembro-dezembro de 1920, ocorreu a Revolta de Slutsk, a última revolta dos apoiadores da BNR contra a expansão soviética, que terminou com a derrota das tropas bielorrussas. 